# Kim Duk-koo
Kim Duk-koo (auch Duk Koo Kim; * 8. Januar 1959 in Banamri; † 18. November 1982 in Las Vegas) war ein südkoreanischer Boxer.

## Profikarriere
Rechtsausleger Kim wurde 1978 Profi im Leichtgewicht und gewann 17 seiner ersten 18 Kämpfe in Südkorea gegen international unbekannte Gegner, die beste Bilanz eines Gegners war die von Kim Kwang-min mit 21–3. Er hatte keine große Schlagkraft, was die relativ niedrige KO-Quote belegt.
Dennoch boxte er sich schließlich auf die erste Position der Rangliste des WBA-Verbandes vor und konnte somit den Titelverteidiger Ray Mancini in den USA herausfordern. Zu dem Kampf kam es am 13. November 1982 im Caesars Palace in Las Vegas. Er hatte große Gewichtsprobleme und musste stark abnehmen, um das Limit einzuhalten. Auf seinem Hotelzimmer schrieb er in sein Tagebuch „Töten oder getötet werden“. Das aktionsreiche Duell verlief zunächst ausgeglichen, bis Mancini in der zweiten Kampfhälfte zu dominieren begann und schließlich seinen Titel in der vierzehnten Runde durch technischen KO verteidigte.
Wenige Minuten nach Kampfende kollabierte Kim, fiel ins Koma und wurde in ein Krankenhaus gebracht, wo er am Hirn notoperiert wurde. Doch sein Leben war nicht mehr zu retten, fünf Tage nach dem Kampf verstarb er. Der Ringrichter Richard Green (* 1936/37; † 1. Juli 1983) und Kims Mutter starben wenige Monate später durch Suizid.
Als Reaktion auf diese Ereignisse wurde das Profiboxen in den USA reformiert. So wurde die maximale Rundenanzahl von 15 auf 12 reduziert und umfassende medizinische Untersuchungen wie EKG-, Hirn- und Lungentest wurden vor Boxkämpfen zur Pflicht erklärt.
2002 wurde in Südkorea von Kwak Kyung-taek der Film Champion über sein Leben gedreht.